# El Sobrado
El Sobrado är en ort i Mexiko.   Den ligger i kommunen Huiramba och delstaten Michoacán de Ocampo, i den södra delen av landet, 240 km väster om huvudstaden Mexico City. El Sobrado ligger 2 177 meter över havet och antalet invånare är 902.
Terrängen runt El Sobrado är lite bergig. Runt El Sobrado är det ganska tätbefolkat, med 179 invånare per kvadratkilometer. Närmaste större samhälle är Pátzcuaro, 15,3 km väster om El Sobrado. I omgivningarna runt El Sobrado växer huvudsakligen savannskog.